# Montes de la Luna

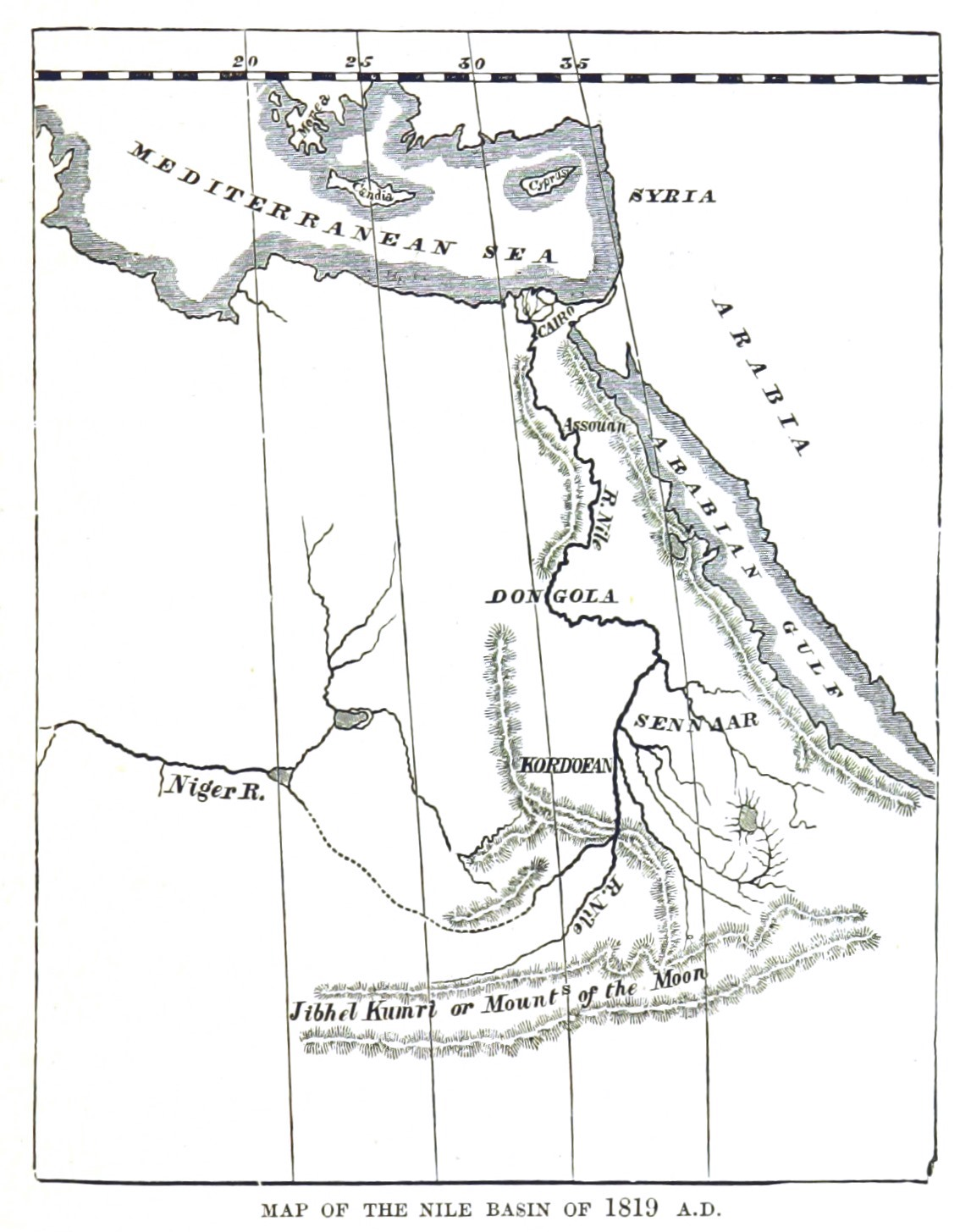
Jibhel Kumri o Montes de la Luna como fueron conocidos en 1819

Montes o montañas de la Luna (en latín: Montes Lunae en árabe: جبل القمر‎ Jabal al-Qamar o Jibbel el Kumri) es un antiguo término geográfico que se refiere a una legendaria montaña o cordillera que se encontraría en el África oriental en la que estaría la fuente del Nilo. Se han propuesto en los tiempos modernos varias identificaciones, siendo la más célebre la de las montañas Rwenzori, situadas en la frontera entre Uganda y la República Democrática del Congo.

## Testimonios antiguos
La gente del mundo antiguo tenía gran curiosidad por conocer el origen del Nilo, sobre todo los geógrafos de la Antigua Grecia. Una serie de expediciones hasta el Nilo no logró encontrar la fuente.[cita requerida]
Finalmente, un comerciante llamado Diógenes informó que había viajado hacia el interior desde Rhapta en el este de África durante veinticinco días, y que había encontrado la fuente del Nilo. Informó que fluía desde un grupo de montañas masivas en una serie de grandes lagos y que los nativos llamaban a esa cordillera las montañas de la Luna, debido a su blancura nevada.[cita requerida]
Estos informes fueron aceptados como verdaderos por Claudio Ptolomeo y otros geógrafos griegos y romanos, y los mapas que produjeron indicaban la ubicación informada de las montañas por debajo de la línea del ecuador. Geógrafos árabes posteriores, a pesar de tener mucho más conocimiento de África, también tomaron el informe por su valor nominal, y se incluyeron las montañas en el mismo lugar determinado por Ptolomeo.

## Identificaciones modernas

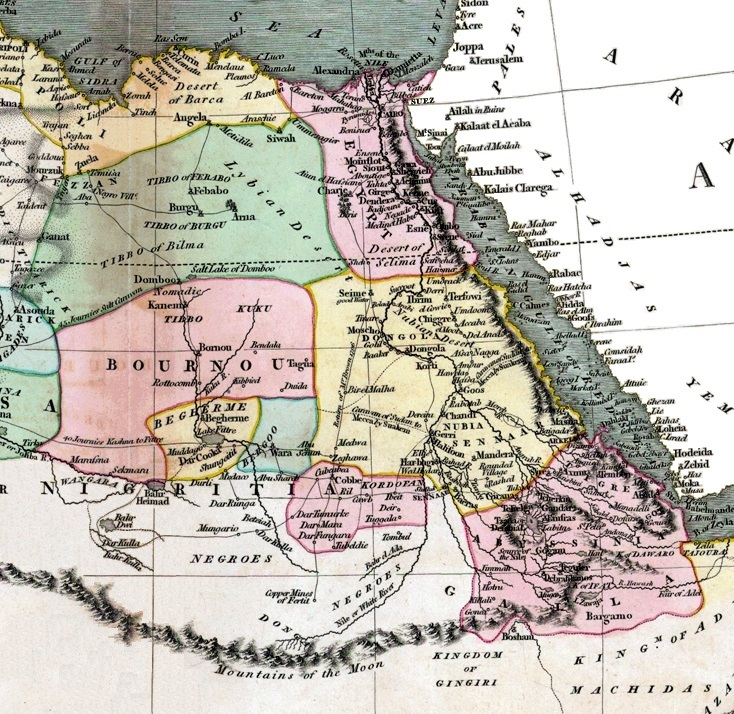
Mapa de África, publicado por John Cary en 1805, las Montañas de la Luna en la parte inferior

Hasta tiempos recientes los europeos no reanudaron su búsqueda de la fuente del Nilo. El explorador escocés James Bruce, que viajó a Gojjam, Etiopía, en 1770, investigó la fuente del Nilo Azul allí. Identificó las "montañas de la Luna" con el monte Amedamit, que describió que rodeaba la fuente del río Lesser Abay «en dos semicírculos como una luna nueva... y parecen, por su forma, merecer el nombre de las montañas de la luna, como fue dado en la Antigüedad a las montañas en cuyos alrededores se suponía que el Nilo debía nacer».
James Grant y John Speke buscaron en 1862 la fuente del Nilo Blanco en la región de los Grandes Lagos. Henry Morton Stanley finalmente encontró en 1889 montañas rematadas con glaciares, posiblemente una descripción apropiada de lo visto por Diógenes (y que habían eludido a los exploradores europeos durante tanto tiempo debido a que a menudo estaban envueltas en niebla). Hoy en día se conocen como las montañas Rwenzori, y de sus picos nacen algunas de las fuentes de las aguas del Nilo, pero son solo una pequeña fracción, y Diógenes, para haberlas visto, debería de haber cruzado antes el Nilo Victoria del que no dijo nada.
Muchos estudiosos modernos dudan de que estas fueran las montañas de la Luna descritas por Diógenes, y algunos sostienen que sus informes fueron totalmente inventados. G.W.B. Huntingford sugirió en 1940 que la montaña de la Luna debía de ser identificada con el monte Kilimanjaro, y «fue ridiculizado posteriormente en la History of Ancient Geography que Oliver Thompson publicó en 1948». Huntingford señaló más tarde que no estaba solo en esta teoría, citando a sir Harry Johnston en 1911 y Gervase Mathew más tarde en 1963, después de haber hecho la misma identificación. O. G. S. Crawford identifica esta cordillera con el área del monte Abuna Yosef en el región de Amhara de Etiopía.

### Literatura
- El libro de 1849 de Henry David Thoreau, A Week on the Concord and Merrimack Rivers, compara las montañas de la Luna, las montañas Rocosas y el Himalaya como tener "una especie de importancia personal en los anales del mundo."  as having "a kind of personal importance in the annals of the world."
- El poema de 1849 de Edgar Allan Poe, "Eldorado", hace referencias a las Montañas de la Luna.
- El poema de 1914 de Vachel Lindsay (escrito en 1912) "Congo" contiene las líneas "From the mouth of the Congo to the Mountains of the Moon".
- Una novela bengalí de aventuras de 1937 de Bibhutibhushan Bandyopadhyay tiene el nombre de Chander Pahar, es decir, las "montañas de la luna". La novela narra las aventuras de un niño indio en los bosques de África.[7]
- En un libro para niños de 1964 de Willard Price llamado Elephant Adventure, la a historia tiene lugar en las montañas de la Luna, donde la vida silvestre, incluyendo los elefantes, los árboles y otra vegetación se supone que son de un tamañs al menos un tercio más grande que en el resto de África. Price cita un artículo de marzo de 1962 en la revista National Geographic como base de su premisa.
- Expedition to the Mountains of the Moon es la tercera novela de Mark Hodder de la serie de historia alternativa steampunk "Burton & Swinburne".
- En el apartado de Geografía en la Introducción del "Diario del descubrimiento de las fuentes del Nilo (Journal of the Discovery of the Source of the Nile)", del explorador británico John Hanning Speke, encontramos la siguiente afirmación: "Por ejemplo, hay en el centro un grupo de montañas que rodean la cabecera del lago Tanganika, compuesto principalmente de arenisca arcillosa, que creo poder identificar con los montes de la Luna de Tolomeo o el Soma Giri de los antiguos indios". Así mismo, en el apartado de Flora de la misma Introducción vuelve a hacer referencia a los Montes de la Luna: "En el Ecuador están las influencias pluviales de las montañas de la Luna".
- En el mundo ficticio de Harry Potter de J.K. Rowling, la Escuela de Mágia Uagadou se encuentra en los Montes de la Luna en donde los alumnos se especializan en astronomía, transfiguración y alquimia, aparte de ser la más grande de todas las existentes.

### Películas y televisión
- El largometraje Mountains of the Moon (1990) relata la historia de sir Richard Francis Burton and John Hanning Speke buscando la fuente del Nilo en la década de los años 1850.
- Las montañas de la Luna fueron presentadas en la serie documental de televisión de Africa por David Attenborough en la BBC 1, que se emitió en enero de 2013.
- Una película basada en la novela Chander Pahar, dirigida por Kamaleshwar Mukherjee, fue programada para empezar a rodar en febrero de 2013. La película está producida por Shree Venkatesh Films y se rodó en localizaciones en África. La película fue estrenada el 20 de diciembre de 2013.